# Pseudoasperisporium tupae
Pseudoasperisporium tupae är en svampart som först beskrevs av Speg., och fick sitt nu gällande namn av U. Braun 2000. Pseudoasperisporium tupae ingår i släktet Pseudoasperisporium, divisionen sporsäcksvampar och riket svampar.   Inga underarter finns listade i Catalogue of Life.